# جورج برنارد شو
جورج برنارد شو(بالإنجليزية: George Bernard Shaw) (ولد 26 يوليو 1856 - توفي 2 نوفمبر 1950)، مؤلف أيرلندي شهير. وُلِد في دبلن، وانتقل إلى لندن حين أصبح في العشرينات. أول نجاحاته كانت في النقد الموسيقي والأدبي، ولكنه انتقل إلى المسرح، وألّف ما يزيد عن ستين مسرحية خلال سنين مهنته. أعماله تحتوي على جرعة كوميديا، لكن تقريباً كلها تحمل رسائل اتهامات أمِل برنارد شو أن يحتضنها جمهوره.
كان أحد مفكري ومؤسسي الاشتراكية الفابية، كانت تشغله نظرية التطور والوصول إلى السوبرمان وفكريا كان من اللادينيين المتسامحين مع الأديان. يعد أحد أشهر الكتاب المسرحيين في العالم، وهو الوحيد الذي حاز على جائزة نوبل في الأدب للعام 1925 وجائزة الأوسكار لأحسن سيناريو (عن سيناريو بيجماليون المستوحاة من أسطورة إغريقية) في العام 1938.

## حياته
ولد في دبلن بأيرلندا من طبقة متوسطة واضطر لترك المدرسة وهو في الخامسة عشرة من عمره ليعمل موظفاً. كان والده سكيراً مدمناً للكحول مما شكّل لديه ردة فعل بعدم قرب الخمر طوال حياته، كما كان نباتياً لا يقرب اللحم الأمر الذي كان له أثراً في طول عمره وصحته الدائمة. تركت أمه المنزل مغادرة إلى لندن مع ابنتيها ولحق بهم شو سنة 1876. ولم يعد لإيرلندا لما يقرب الثلاثين عاماً.
فقد عاش برناردشو حياة فقيرة وبائسة أيام شبابه وعندما أصبح غنياً لم يكن بحاجة لتلك الجائزة التي تُمنح أحياناً لمن لا يستحقها..
ولأن حياته كانت في بدايتها نضالاً ضد الفقر، فقد جعل من مكافحة الفقر هدفاً رئيسياً لكل ما يكتب وكان يرى أن الفقر مصدر لكل الآثام والشرور كالسرقة والإدمان والانحراف، وأن الفقر معناه الضّعف والجهل والمرض والقمع والنفاق. ويظهر ذلك جلياً في مسرحيته «الرائد باربرا» التي يتناول فيها موضوع الفقر والرأسمالية ونفاق الجمعيات الخيرية.
عندما غادر إلى لندن بدأ يتردد على المتحف البريطاني لتثقيف نفسه الأمر الذي كان له الفضل الكبير في أصالة فكره واستقلاليته. بدأت مسيرته الأدبية في لندن حيث كتب خمس روايات لم تلق نجاحاً كبيراً وهي:
«عدم النضج» و«العقدة اللاعقلانية» و«الحب بين الفنانين» و«مهنة كاشل بايرون» و«الاشتراكي واللااشتراكي»
لكنه اشتُهِر فيما بعد كناقد موسيقي في أحد الصحف. ثم انخرط في العمل السياسي وبدأ نشاطه في مجال الحركة الاشتراكية socialism وانضم للجمعية الفابيّة (وهي جمعية إنكليزية سعى أعضاؤها إلى نشر المبادئ الاشتراكية بالوسائل السلمية.)
كان شو معجباً بالشاعر والكاتب المسرحي النروجي هنريك إبسن (الذي يعتبر أعظم الكتاب المسرحيين في كل العصور. وكان السبّاق في استخدام المسرح لمعالجة القضايا الاجتماعية). فكان تأثير إبسن واضحاً على شو في بداياته.
رغم تركه للمدرسة مبكراً إلا أنه استمر بالقراءة وتعلّم اللاتينية والاغريقية والفرنسية وكان بذلك كشكسبير الذي غادر المدرسة وهو طفل ليساعد والده ومع ذلك لم يثنه عدم التعلم في المدارس عن اكتساب المعرفة والتعلّم الذاتي. فالمدارس برأي برناردشو «ليست سوى سجون ومعتقلات». كان مناهضاً لحقوق المرأة ومنادياً بالمساواة في الدخل.

## جائزة نوبل
كان برنارد شو من أشهر من رفض جائزة نوبل حين قدمت له وقال: «إن هذا طوق نجاة يلقى به إلى رجل وصل فعلا إلى بر الأمان، ولم يعد عليه من خطر».

## أعماله
ظل شو يكتب للمسرح لفترة ست وأربعين سنة، كتب ما يزيد على الخمسين مسرحية، وقد أخرج عددا كبيرا من هذه المسرحيات أثناء حياته في عواصم بلدان أوروبا وأمريكا وترجم حازم قاسم حسن أعماله كاملة إلى اللغة العربية وصدرت على شكل أجزاء وصدرت أيضا كل مسرحية على حدة ومن أشهر مسرحياته:
- بيوت الأرامل (بالإنجليزية: Widowers Houses).
- مسرحية السلاح والرجل (بالإنجليزية: Arms and the Man).
- مسرحية جان أوف أرك (بالإنجليزية: Joan of Arc).
- مسرحية الإنسان والسوبرمان (بالإنجليزية: Man and Superman)
- مسرحية سيدتي الجميلة (بالإنجليزية: Pygmalion) (وهي المسرحية التي نال عنها جائزة نوبل).
- كانديدا (بالإنجليزية: Candida).
- الرائد باربرا (بالإنجليزية: Major Barbara).
- بيت القلب الكسير (بالإنجليزية: Heartbreak House).
- مقالات في الاشتراكية الفابية Fabian Essays in Socialism

## أقواله
- «عندما يكون الشيء مثيرا للضحك..... فابحث جيدا حتى تصل إلى الحقيقة الكامنة وراءه».
- إنني أغفر لنوبل إنه اخترع الديناميت لكنني لا أغفر له أنه اخترع جائزة نوبل.
- "كثيراً ما يلوم الناس ظروفهم لما هم فيه. أنا لا أؤمن بالظروف.
- الناجح في الحياة هو من يسعى للبحث عن الظروف التي يريدها، وإن لم يجدها يصنعها بنفسه".
- «كن حذراً من الرجل الذي لا يرد لك الصفعة: فهو بذلك لا يسامحك ولن يسمح لك بمسامحة نفسك».

## صور

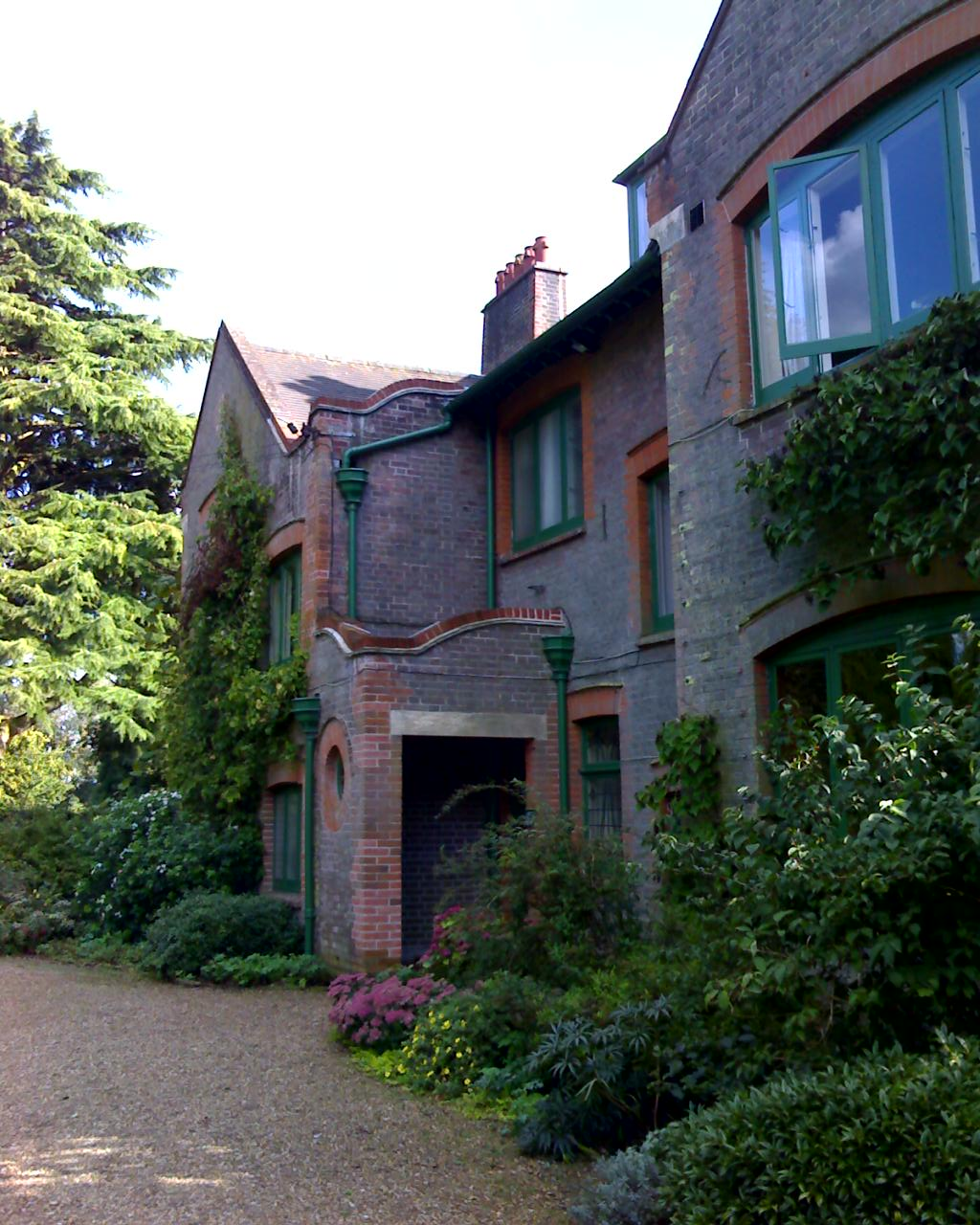
الواجهة الأمامية لحديقة برنارد شو كما تبدو اليوم
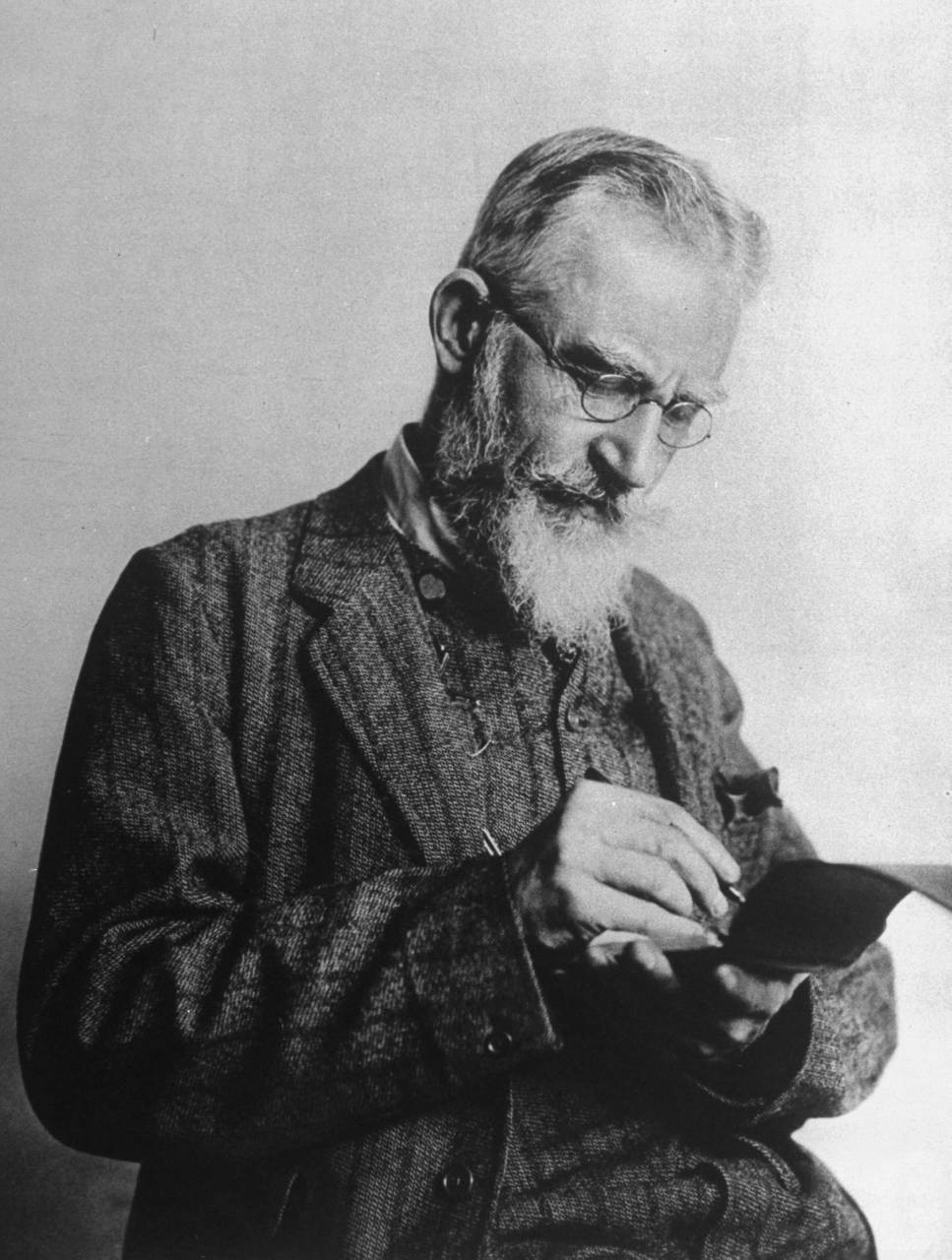
شو يكتب في مفكرته عند العرض الأول لمسرحيته «بجماليون».
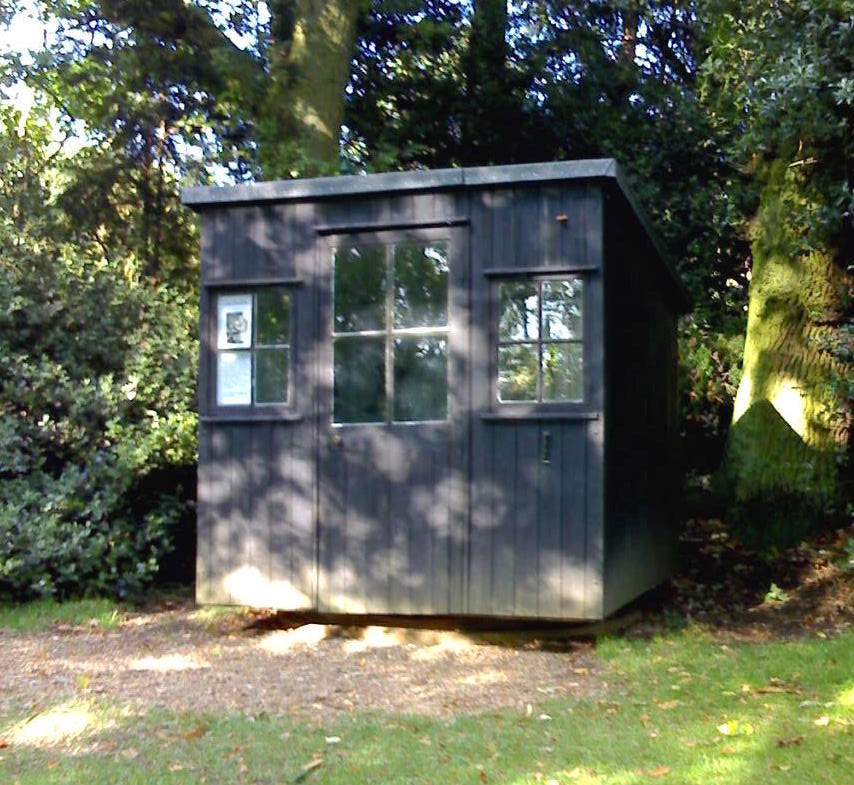
الكوخ المتحرك في حديقة شو حيث كتب معظم أعماله بعد عام 1906 بما في ذلك «بجماليون».
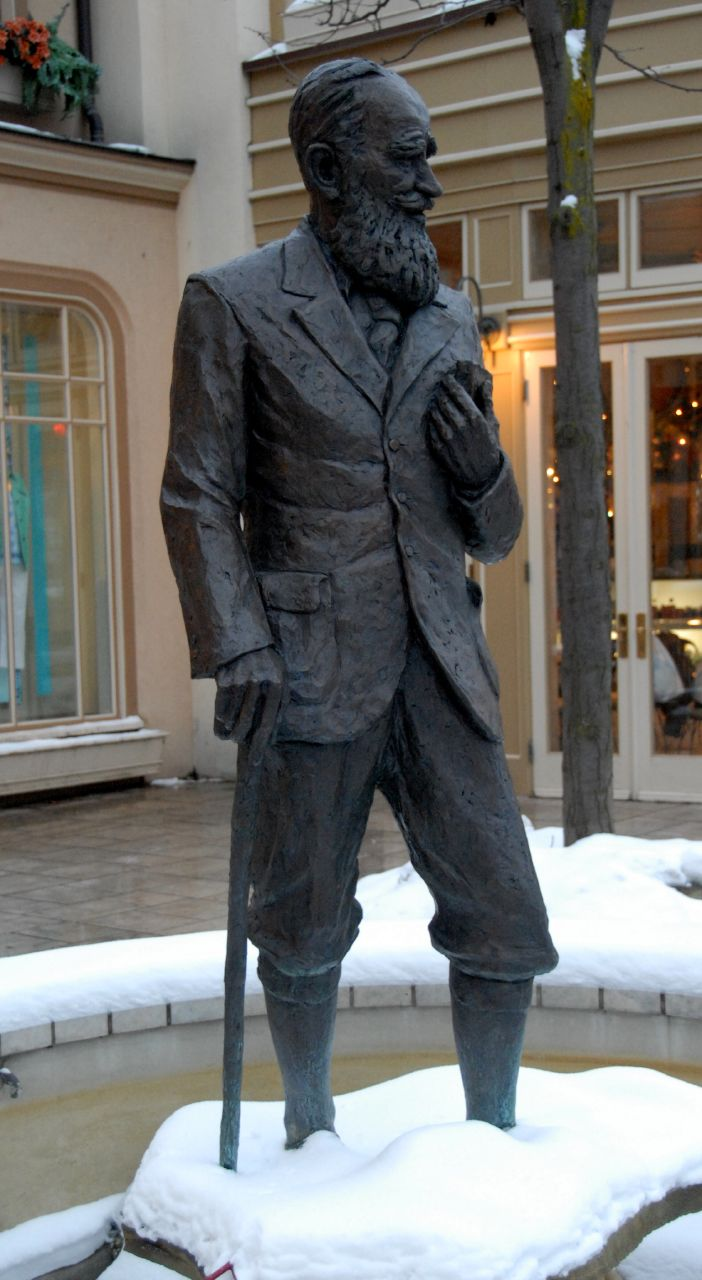
تمثال لبرنارد شو أقيم في بحيرة صغيرة

## وصلات خارجية
- جورج برنارد شو على موقع أرشيف الشارخ.

جورج برنارد شو  على قاعدة بيانات الخيال التأملي على الإنترنت
- جورج برنارد شو على موقع IMDb (الإنجليزية)
- جورج برنارد شو على موقع الموسوعة البريطانية (الإنجليزية)
- جورج برنارد شو على موقع مونزينجر (الألمانية)
- جورج برنارد شو على موقع ألو سيني (الفرنسية)
- جورج برنارد شو على موقع ميوزك برينز (الإنجليزية)
- جورج برنارد شو على موقع أول موفي (الإنجليزية)
- جورج برنارد شو على موقع قاعدة بيانات برودواي على الإنترنت (الإنجليزية)
- جورج برنارد شو على موقع قاعدة بيانات برودواي على الإنترنت (الإنجليزية)
- جورج برنارد شو على موقع قاعدة بيانات برودواي على الإنترنت (الإنجليزية)
- جورج برنارد شو على موقع قاعدة بيانات الأفلام السويدية (السويدية)